# Matylda brunszwicka
Matylda brunszwicka (ur. ok. 1276, zm. 26 kwietnia-31 sierpnia 1318) – córka księcia Brunszwiku i Lüneburga Albrechta I Wielkiego, żona księcia Henryka III głogowskiego.

## Życiorys
Urodziła się około 1276 roku, jako księżniczka brunszwicka, będąc córką Albrechta I Wielkiego. Jej matką była Alessina Aleramo, córka Bonifacego II z Montferratu. Była narzeczoną syna króla Eryka V, późniejszego króla Eryka Menveda. Później wyszła za mąż za Henryka głogowskiego, rodząc mu dziewięcioro dzieci. Po jego śmierci w 1309 roku otrzymała Głogów jako swoją oprawię wdowią. W 1310 roku nadała dwie wsie klaryskom z Głogowa. Zmarła w 1318 roku.

## Małżeństwo i potomstwo
Matylda około roku 1290 wyszła za mąż za księcia Henryka III głogowskiego. Z tego związku pochodziło 5 synów i 4 córki:
- Henryk IV Wierny (zm. 1342)
- Konrad I oleśnicki (zm. 1366)
- Agnieszka głogowska (zm. 1361)
- Jan ścinawski (zm. 1361-1364)
- Bolesław oleśnicki (zm. 1320/1321)
- Przemko głogowski (zm. 1331)
- Salomea (zm. 1309)
- Katarzyna (zm. 1323-1326)
- Jadwiga (zm. 1309)